# Соланін
Солані́н — отруйний глікоалкалоїд, що виробляється в рослинах родини пасльонових. Він може бути знайдений в будь-якій частині рослини — в листі, плодах, стеблах, бульбах і т.ін. Для людини соланін є дуже токсичним навіть у невеликих дозах; також він виявляє фунгіцидні та пестицидні властивості, відіграючи роль природного захисту рослини.

## Токсична дія
Токсичні ефекти соланіну здебільше виявляються у вигляді гастроентерологічних та нервових розладів. Симптоми включають нудоту, пронос, блювання, шлункові спазми, запалення горлянки, головний біль та запаморочення.
У великих дозах отруєння соланіном призводить до смерті. Медичні дослідження, зокрема, дали висновок, що дози від 2 до 5 мг на кілограм ваги тіла призводять до токсичних ефектів, а дози від 3 до 6 мг на кілограм — до смерті. Симптоми отруєння соланіном звичайно виявляються через 8 — 12 годин після прийому, але можуть, у випадку споживання великої дози, виявитись і за 30 хвилин.

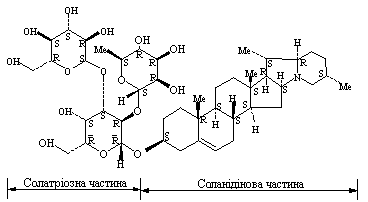
Структура молекули соланіну

Деякі дослідження, окрім того, показали кореляцію між вживанням батьками великої кількості картоплі, враженої фітофторою і тому багатої на соланін (підвищення рівню соланіну в цьому випадку — захисна реакція рослини), та випадками вродженої розщелини хребта у дітей; але цей ефект поки що не є достеменно доведеним.

## Соланін в рослинах
В природних умовах соланін можна знайти в організмі всіх представників родини пасльонових, зокрема в картоплі, помідорах, перці, баклажанах, та ін. Але найбільша кількість соланіну споживається людьми з картоплею.
В картоплі звичайно виробляються соланін та споріднений глікоалкалоїд чаконін, як захист від комах, бактеріальних хвороб та травоїдних тварин. Листя та стебла картоплі звичайно містять досить великі концентрації цих речовин.
Коли бульби картоплі піддаються дії світла, вони набувають зеленого кольору та підвищують вироблення глікоалкалоїдів, в тому числі соланіну. Це є природною захисною реакцією рослини, що допомагає захистити оголені від ґрунту бульби від поїдання. Зелений колір виникає завдяки появі хлорофілу, що сам по собі нешкідливий, але це позеленіння є індикатором збільшення концентрації соланіну, який накопичується, в основному, в лушпинні.
Деякі інфекційні хвороби, такі як фітофтора, призводять до різкого підвищення концентрації соланіну в бульбах картоплі, що є природним захистом від збудника захворювання.
Сорти картоплі, що використовуються в сільському господарстві, перевіряються на вміст соланіну, і в більшості з них концентрація соланіну нижча за 0.2 міліграма на грам. Але в картоплі, котра лежала на світлі, концентрація соланіну може доходити до 1 мг/г, і навіть більше. В цьому разі однієї неочищеної картоплини може бути достатньо для отруєння.
Уміст соланіну в баклажанах варіює залежно від ступеня стиглості й агрокліматичних умов вирощування. Так, у баклажанах технічного ступеня стиглості міститься від 0,004 до 0,009% соланіну, 
біологічного ступеня стиглості — 0,087% соланіну на суху речовину.

## Запобігання отруєнню
Соланін у бульбах картоплі на 50 — 80 % сконцентрований в лушпинні та в тонкому шарі безпосередньо під ним, і, таким чином, може бути у великій мірі видалений при чищенні. Також велика концентрація соланіну спостерігається в молодих пагонах та бруньках картоплі — тож задля видалення соланіну при чищенні в картоплі треба вирізати «вічка». Позеленіння картоплі є надійним індикатором підвищення вмісту соланіну, але таке підвищення може спостерігатись і без зміни кольору; надійнішою ознакою небезпечної концентрації соланіну є гіркий смак картоплі.
Смаження картоплі при 150 — 170 °C руйнує практично весь наявний соланін; але приготування в мікрохвильовій пічці знижує концентрацію соланіну приблизно на 25 — 35 %, а звичайне варіння практично його не руйнує.
Проблему зниження частки соланіну в баклажанах можна вирішити шляхом порушення цілісності клітинних структур плодів: механічного (подрібнення, пресування), температурного (нагрівання, заморожування), електрофізичного, хімічного, біологічного. Їх сутність полягає у порушенні клітинних оболонок та гідролізі протопектину до пектину. При цьому мікропори оболонок збільшуються до таких розмірів, які забезпечують вільне витікання клітинного соку із клітин у міжклітинний простір.

## Практичне використання
Оскільки соланін має фунгіцидні та пестицидні властивості, його сіль гідрохлорид (більш легко розчинна форма) інколи використовується в низьких концентраціях як сільськогосподарський пестицид.
Також соланін виявляє седативні та антиконвульсантні властивості, і використовується в медицині при лікуванні астми, а також в препаратах від кашлю та застуди. Втім, ефективність такого використання поки що залишається сумнівною.